# Automotora

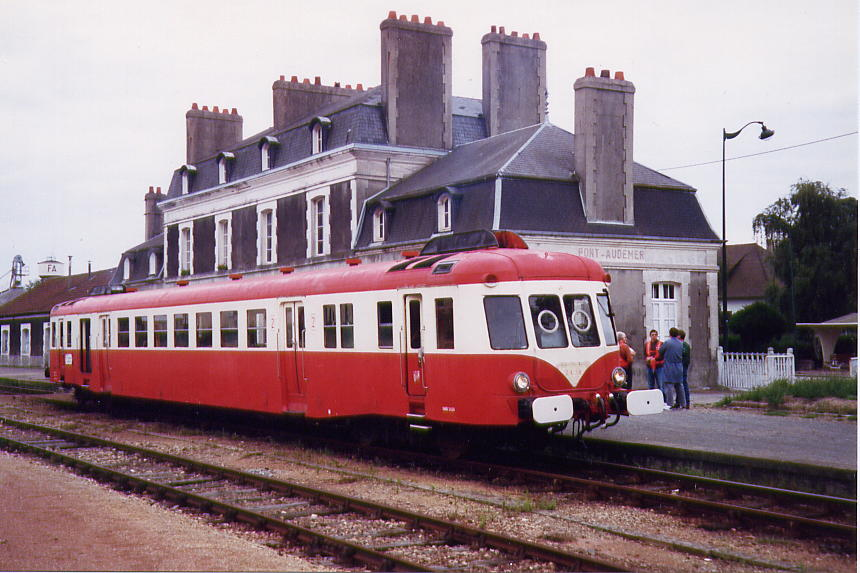
Automotora X-2426

Uma automotora (português europeu) ou automotriz (português brasileiro) designa tradicionalmente um veículo ferroviário constituído por um posto de condução a cada extremidade da unidade de material rolante único, e movida por um motor térmico, geralmente diesel ou elétrico. Outra característica das automotoras é a de serem um conjunto indeformável, isto é, uma unidade de material rolante que normalmente não se separa, relativamente pequena — entre 8 e 20 metros de comprimento — e unicamente destinado ao transporte de passageiros. No entanto, em alguns casos especiais, uma automotora pode circular com uma unidade extra.
As primeiras automotoras apareceram em 1877 com base em veículos rodoviários para assegurar uma exploração mais rápida e económica que os comboios, compostos por uma locomotiva a vapor e uma ou mais carruagens. 

## Automotrice
A frança faz a diferença entre automotrice e autorail baseando-se unicamente no sistema de propulsão. Assim o autorail é tomado no seu contexto tradicional, motor térmico, enquanto a fr:automotrice é um autorail a propulsão eléctrico.

## Classificação

### Portugal
Em Portugal, a classificação das automotoras recai principalmente sobre o tamanho da composição, o número de unidades que a compõem — a unidade de material rolante —, e o tipo de tracção (eléctrica ou a diesel).
- USD - Unidade Simples a Diesel - refere-se às automotoras de tracção a diesel que se compõem de uma só unidade, capaz de se deslocar sozinha;
- UDD - Unidade Dupla a Diesel - refere-se às automotoras de tracção a diesel que circulam com duas unidades, sendo pelo menos uma das duas capaz de se deslocar sozinha;
- UTD - Unidade Tripla a Diesel - diz-se das automotoras de tracção a diesel que viajam em conjunto de 3 unidades, sendo pelo menos as das pontas capazes de se deslocarem sozinhas;
- UTE - Unidade Tripla a tracção Eléctrica - diz-se das automotoras de tracção eléctrica que viajam em conjunto de 3 unidades, sendo pelo menos as das pontas capazes de se deslocarem sozinhas;
- UQE - Unidade quádrupla a tracção Eléctrica - refere-se às automotoras de tracção eléctrica que circulam em 4 unidades, sendo pelo menos as unidades das pontas capazes de se deslocarem sozinhas;
- UME - Unidade Múltipla a tracção Eléctrica - diz-se das automotoras de tracção eléctrica que são compostas por 5 ou mais unidades, sendo pelo menos as das pontas capazes de se deslocarem sozinhas, ou unidade articulada em que as caixas estão assentes em bogies Jacobs, sendo pelo menos o bogie central motorizado.[1]

### Brasil

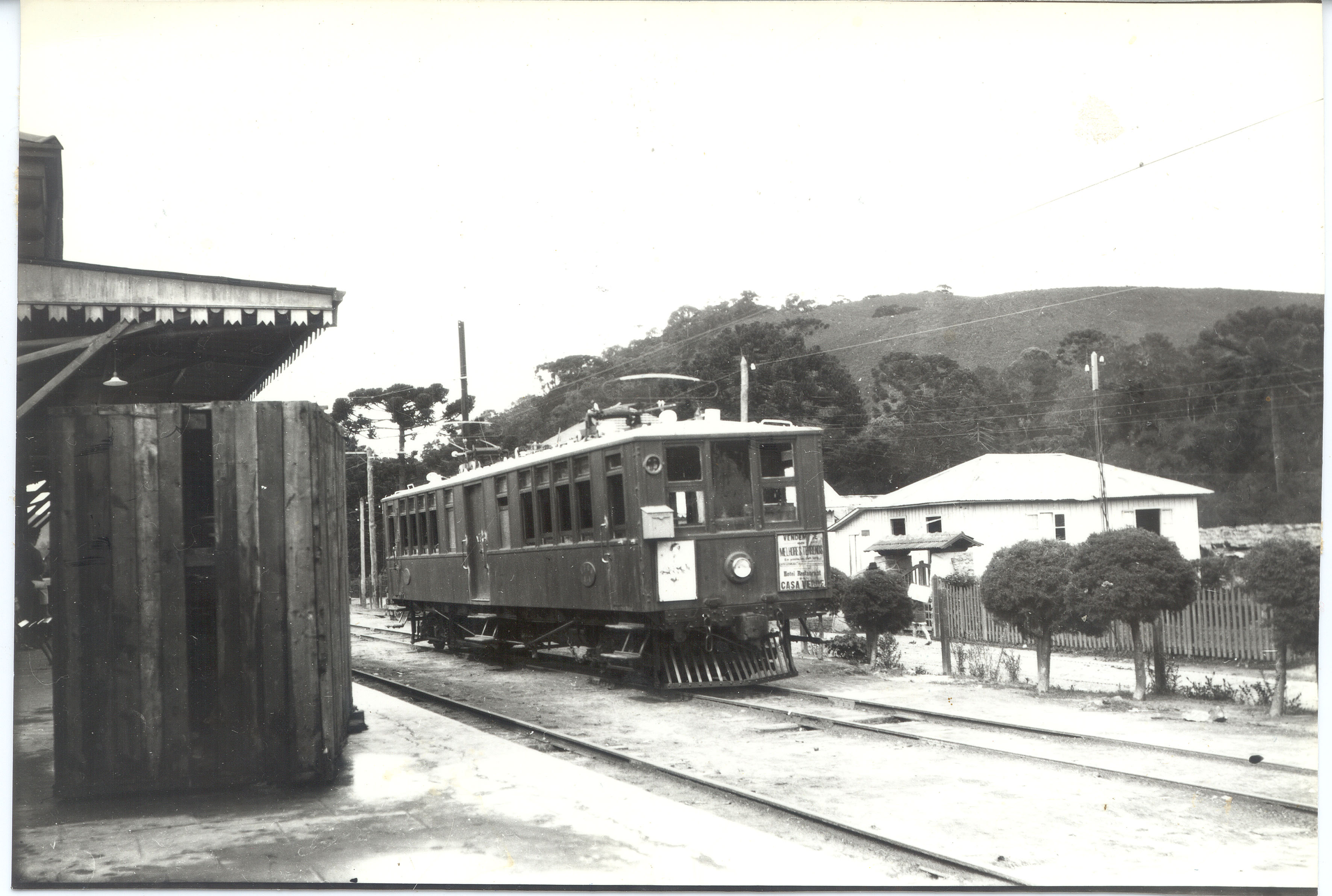
Bonde elétrico (Campinas, 1965-1975)

Nas ferrovias brasileiras, as automotoras (ou automotrizes) são classificadas da seguinte maneira:
- TUE - Trem unidade elétrico - são veículos ferroviários movidos à eletricidade formados por, em média, quatro carros de passageiros, sendo que dois são motrizes (possuem a aparelhagem elétrica, os pantógrafos e os eixos motrizes) e os outros dois são reboques. Há também casos de TUE's com apenas três carros (sendo um motorizado), como os da Série 4800 da CPTM, fabricados pela japonesa Toshiba em 1958. São muito utilizados nos sistemas ferroviários metropolitanos das maiores cidades brasileiras;

- TUD - Trem unidade diesel - são automotrizes que são movidos por um motor diesel localizado abaixo do piso do salão de passageiros. Atualmente, não há nenhum TUD em operação nas ferrovias brasileiras; porém, na Europa, ferrovias como a SNCF, a Trenitalia e a DB utilizam este tipo de veículo em suas linhas.

Há também no Brasil as Litorinas, que são automotrizes movidas a diesel e que operam com um carro somente, podendo operar em tração múltipla com outras unidades. A litorina mais utilizada nas ferrovias nacionais foi a Budd RDC (Rail Diesel Car), desenvolvida nos Estados Unidos para linhas de baixa demanda. Os RDC foram muito usadas em serviços expressos da Central do Brasil e Mogiana, entre outras ferrovias brasileiras. Hoje, os RDCs operam na ferrovia turística entre Curitiba e Paranaguá, e a MRS possui um modelo semelhante para o transporte de funcionários em ocasiões especiais.
O termo "litorina" possui origem italiana ("littorina"), foi criado provavelmente no ano 1932-1933, originado pelo fato de Benito Mussolini ter viajado até a cidade de Littoria (hoje Latina) sobre um desses veículos. Porem o termo foi usado também pela FIAT nas brochuras de propaganda das primeiras ALb 48 em ocasião do lançamento dos novos veículos no jornal oficial, "Il Popolo d'Italia".
Inicialmente o termo indicava principalmente os veículos que pertenciam às classes ALb 48, ALn 56 e ALn 556: posteriormente, devido ao uso popular foi estendido a outras automotrizes, embora a Ferrovie dello Stato nunca tenha utilizado esse termo para nomear suas automotrizes.

## História
História tirada de Transportes XXI

### Europa
Foi em 1840 em Inglaterra  Inglaterra que William Bridges Adams se atacou àquilo que virá a ser a automotoras, mas foi na  Bélgica, em 1877, que apresentou a primeira automotora a vapor com 1ra, 2da e 3ra classes que foram utilizadas nos distritos de Hainaut e Antuérpia. Em 1903 foi a  Alemanha a mostrar o que sabia fazer com uma unidade construída em colaboração com a Siemens AG e a AEG que em breve atingiu os 210 km/h .
Foi depois da Segunda Guerra Mundial que as automotoras fizeram verdadeiramente a sua aparição. tanto na Europa como nos Estados Unidos

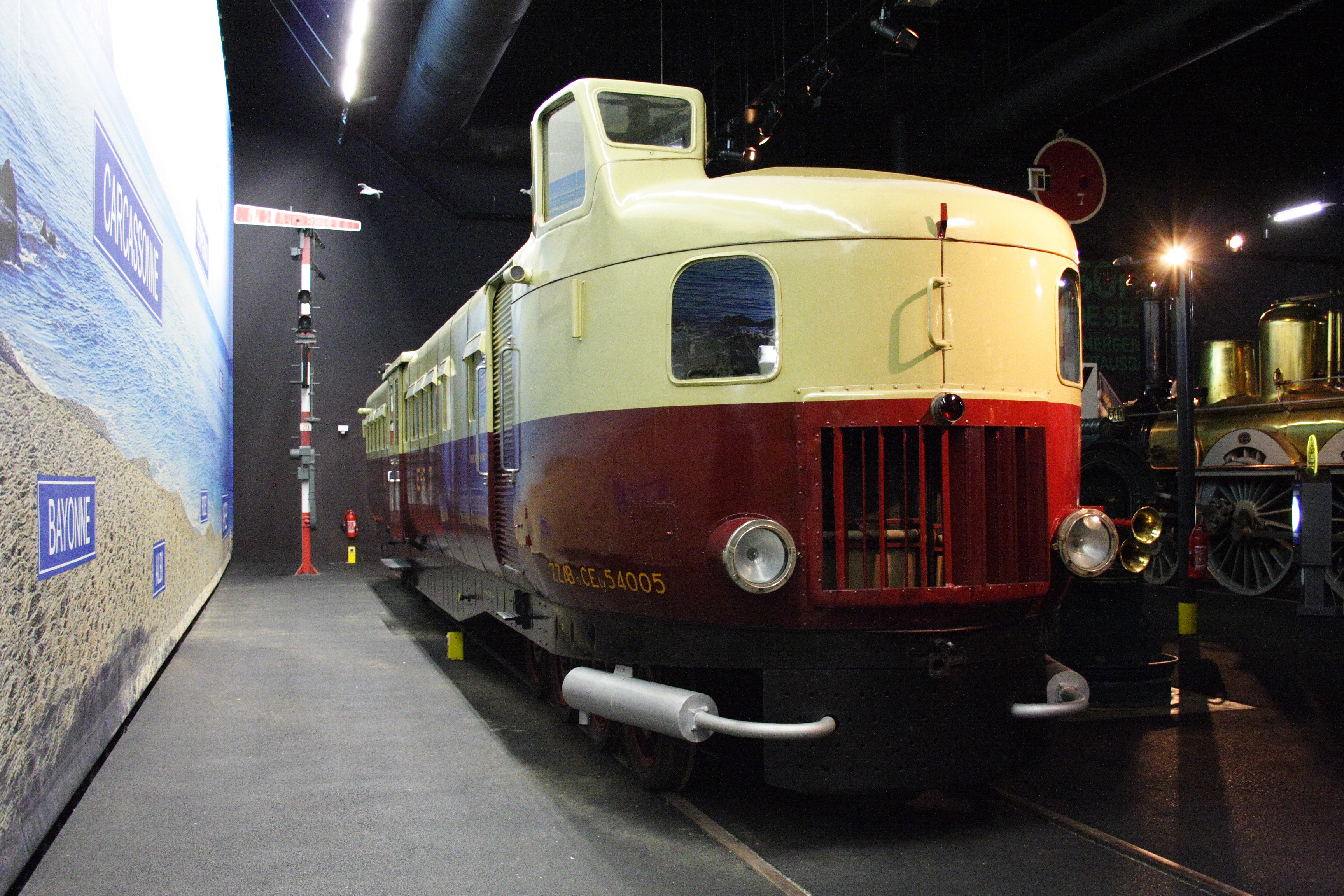
A Micheline

#### Portugal
- Borsig - Foi com as pouco conhecidas unidades a vapor Borsig que surgem em 1906 as automotoras.
- Panhard - Nos anos 1940 adaptam-se autocarros Panhard com motores a gasolina.
- ME 51 a 53 - Portugal, depois das Borsig suecas de 1906, meteu-se também a construir automotoras, e a Companhia de Caminhos de Ferro do Vale do Vouga manda construir nas oficinas de Sernada do Vouga 5 automotoras com motor Chevrolet a gasolina. São as ME 51 a 53 de 1941 com 8.72 m de comprimento, bitola métrica e uma velocidade máxima de 89 km/h. O sucesso das ME 51 a 53 levou a CP a encomendar às Oficinas de Santa Apolónia entre 1943 e 1948 a construção de sete veículos semelhantes, mas de Bitola ibérica, ou seja 1,672 m. Estas unidades de 8,76 m de comprimento atingiam os 80 km/h e eram movidos por um motor Chevroler d 3500 cm3. Infelizmente as avarias sucessivas levaram a CP a virar-se para as NoHAB.
- NoHAB - Setembro 1948 é a data em que a CP decide de dinamizar as linhas secundárias porque a experiências com as ME53/53 o havia demonstrado. É assim que são encomendadas seis Nohab 050 e quinze Nohab 0100 e o sucesso destas unidades é tal que a CP é obriga ao aumento importante dos número de passageiros a meter em circulação mais comboios tradicionais constituídos por máquina e vagões. As NoHAB foram retiradas do serviço só em 2004. Com um comprimento de 22,46 m, atingiam os 100 km/h movidos por dois motores Saab/Scania. As actuais automotoras são descendentes das "Nohab", de fabrico sueco e transmissão hidráulica.
  - 9100 - Era a designação das três "pequenas" NoHAB utilizadas na Linha do Tâmega onde asseguraram mais de 50 anos de serviço regular. Foram chamadas "pequenas" não só porque o só tinhas 15,59 metros de comprimento, mas também porque eram de bitola estreita, enquanto as outras eram ibérica.
- Foguete - Foram recebidas pela CP em 1953 três unidades da firma italiana Fiat — designação oficial 0500 — que viriam a tornar-se num dos marcos da ferrovia nacional. Com classe única e ar condicionado foram de imediato colocadas ao serviço da linha Porto-Lisboa e com os seus 120 km/h ligavam as duas cidades em 4h20m . Tinham um comprimento total de 83,34 m e eram movidas por 2 motores OM SBD cada um deles colocado a cada extremidade da unidade. Foram retiradas do serviço em 1989.

### Estados Unidos
Nos Estados Unidos apareceu em 1934 uma composição articulada de 3 unidades, equipada de um motor Diesel de 600 cavalos, encomenda feita à Budd Railcar Company em 1934 pela Burlington Railroad. Foi a célebre Pionner Zephyr que conseguia atingir velocidades de 185 km/h e capaz de percorrer centenas de quilómetros sem necessitar de parar para reabastecer de água ou carvão. Foi um imenso sucesso que permitiu que a Budd Railcar Company se tornasse uma das maiores construtores de equipamento deste tipo.

## Imagens
Imagens de automotoras 

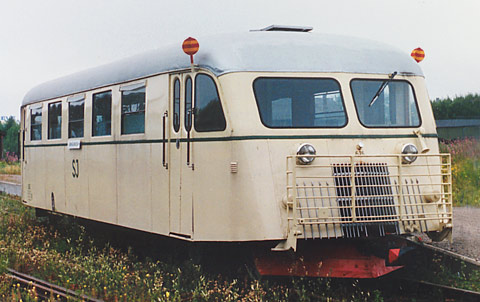
Suécia
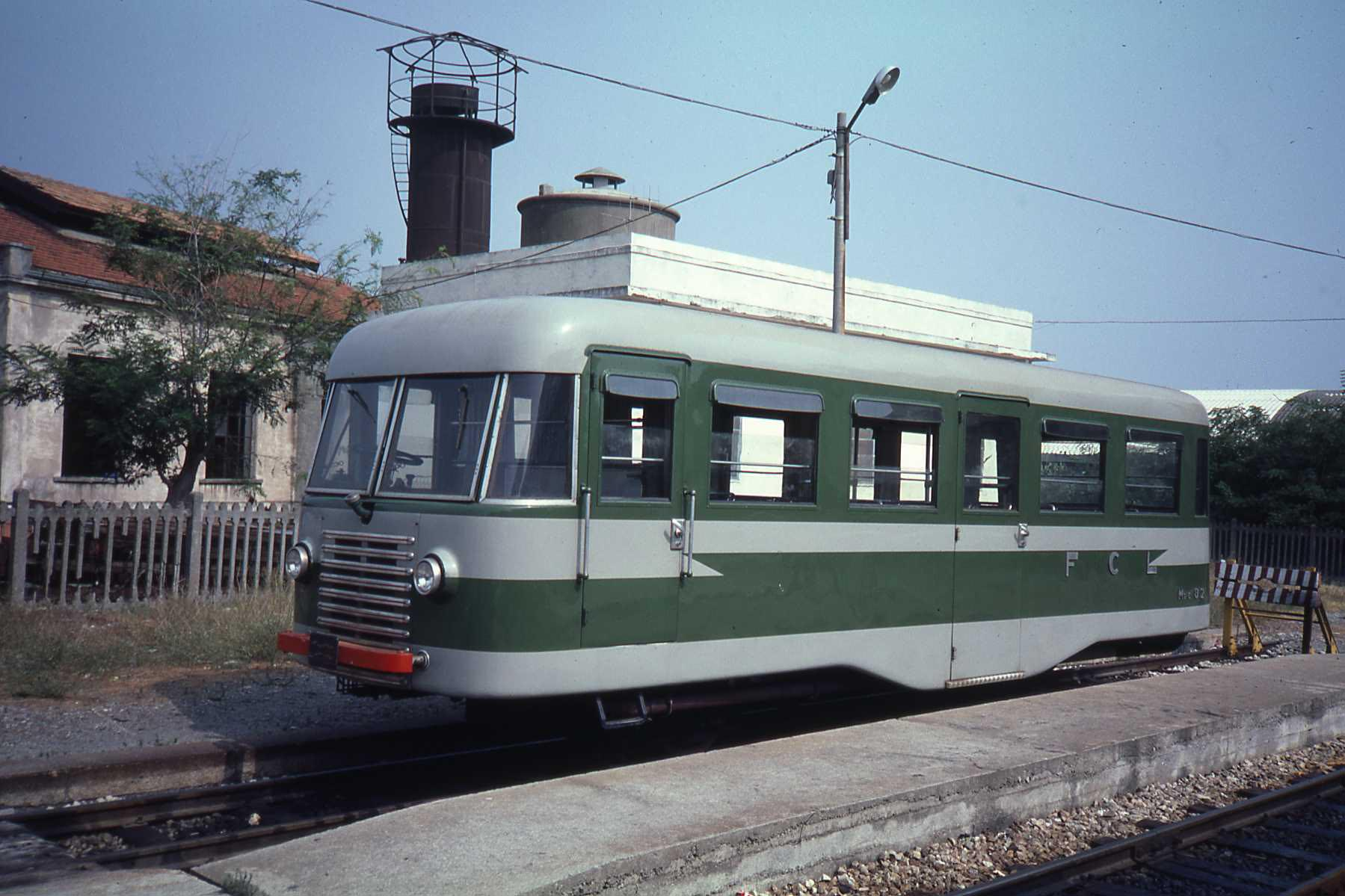
Italia
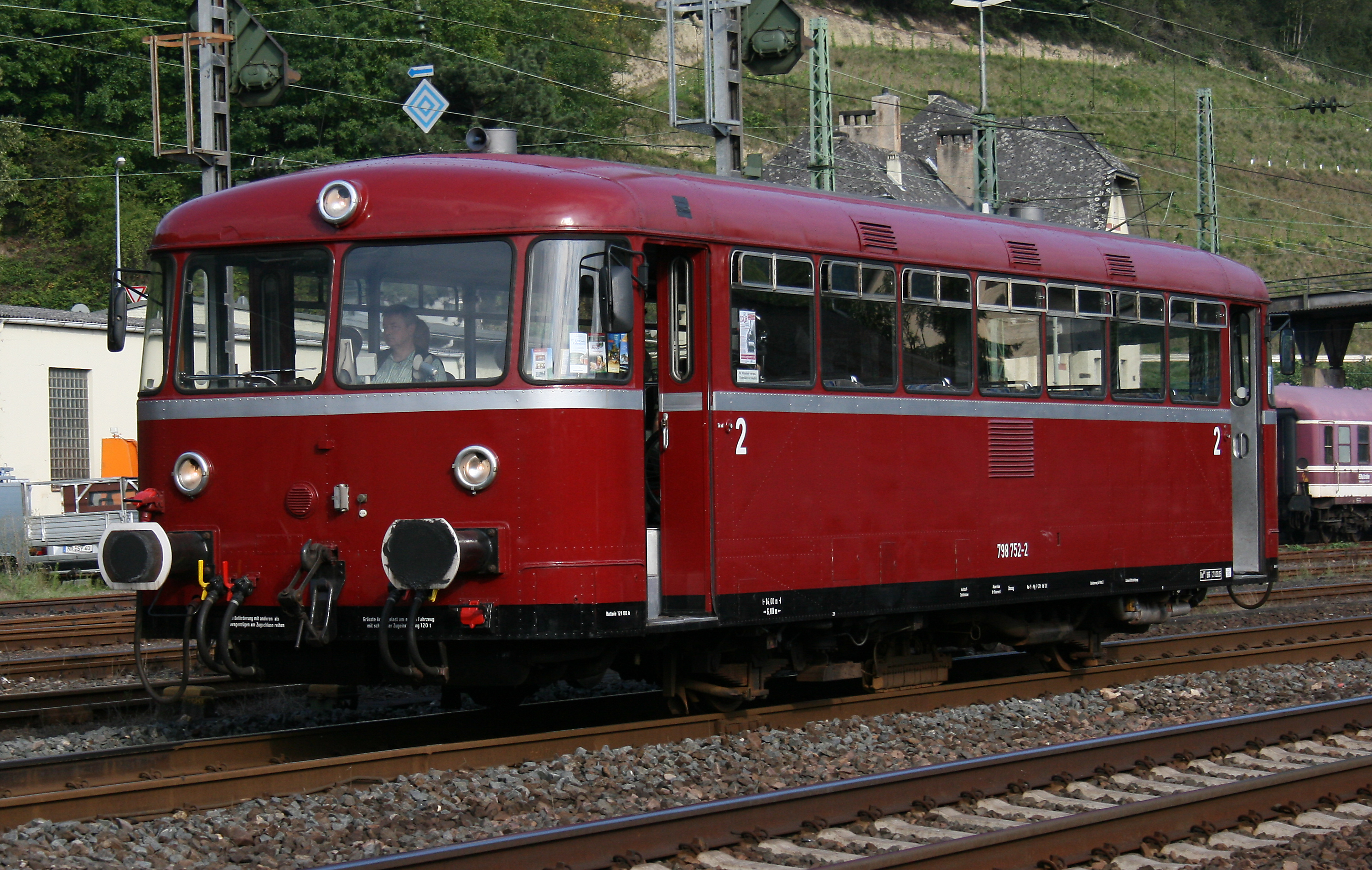
Alemanha; origem de autocarro evidente
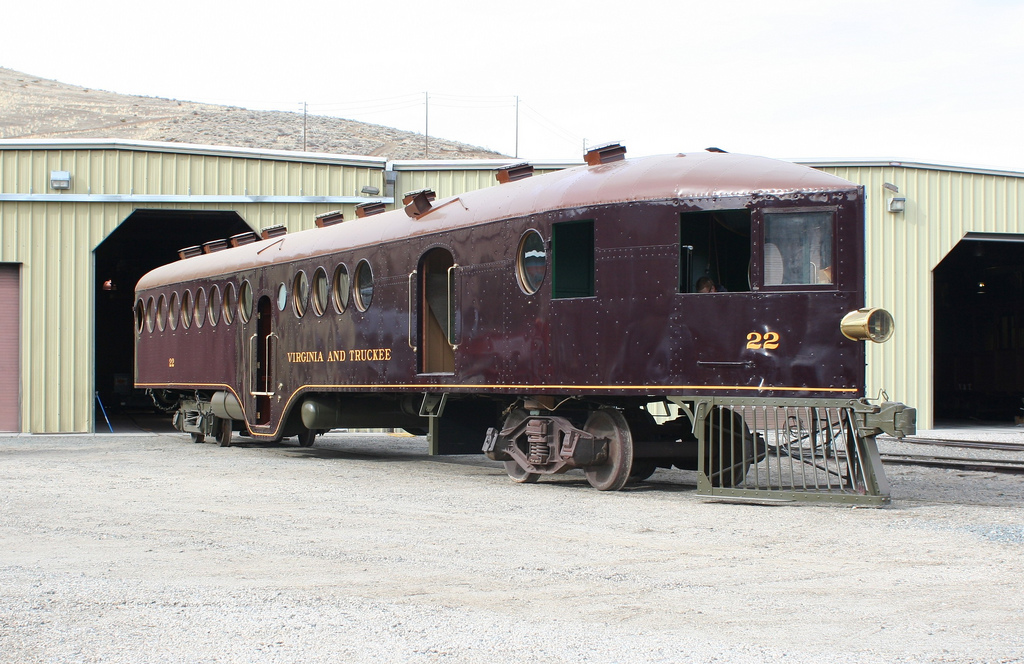
McKeen nos USA
Automotriz Budd Compan das Montanhas Capixabas Automotriz Budd Compan das Montanhas Capixabas
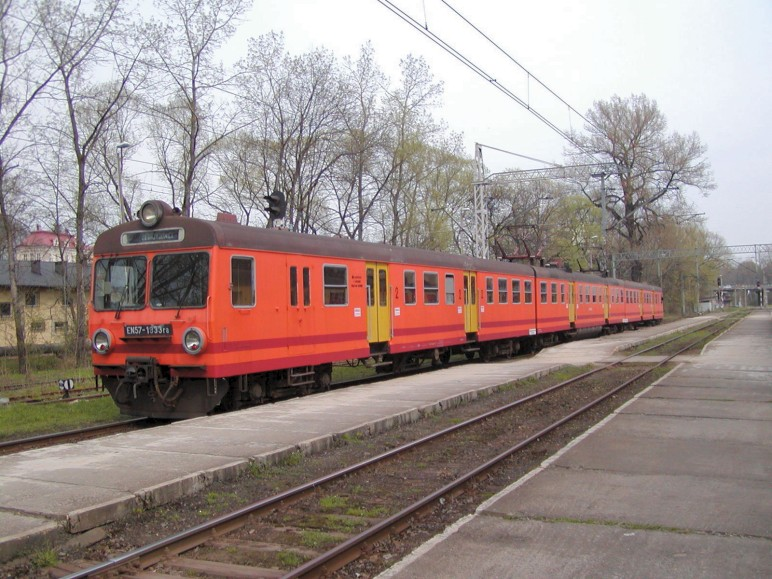
Automotoras em Cieszyn, na Polónia
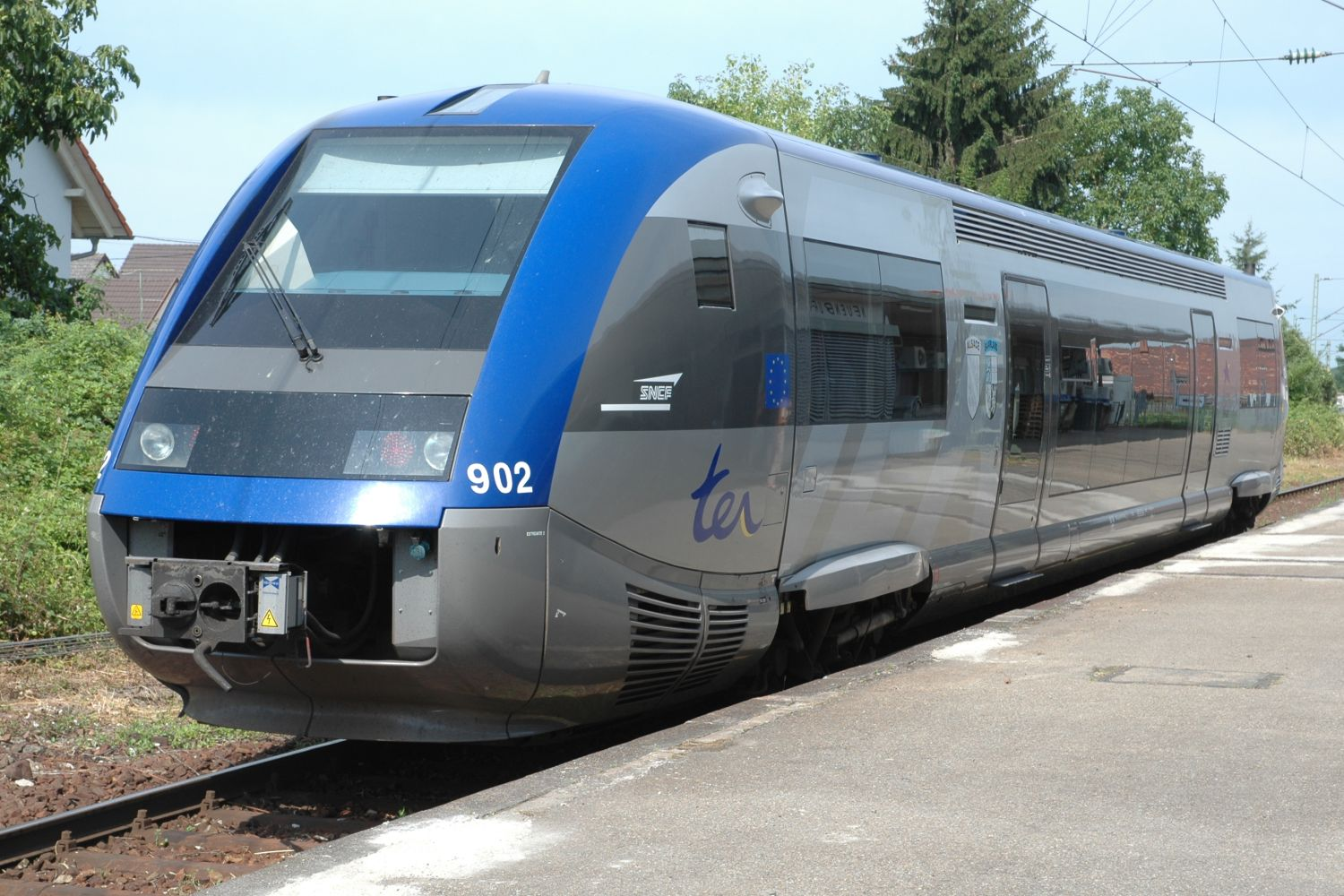
TER, da SNCF, em Mulhouse